# Nützen
Nützen település Németországban, Schleswig-Holstein tartományban. Lakosainak száma 1288 fő (2023. december 31.).

## Népesség
A település népességének változása:
| Lakosok száma | 662  | 1168 | 1167 | 1165 | 1240 | 1286 | 1288 |
|               | 1975 | 2014 | 2017 | 2019 | 2021 | 2022 | 2023 |